# Экономический антисемитизм

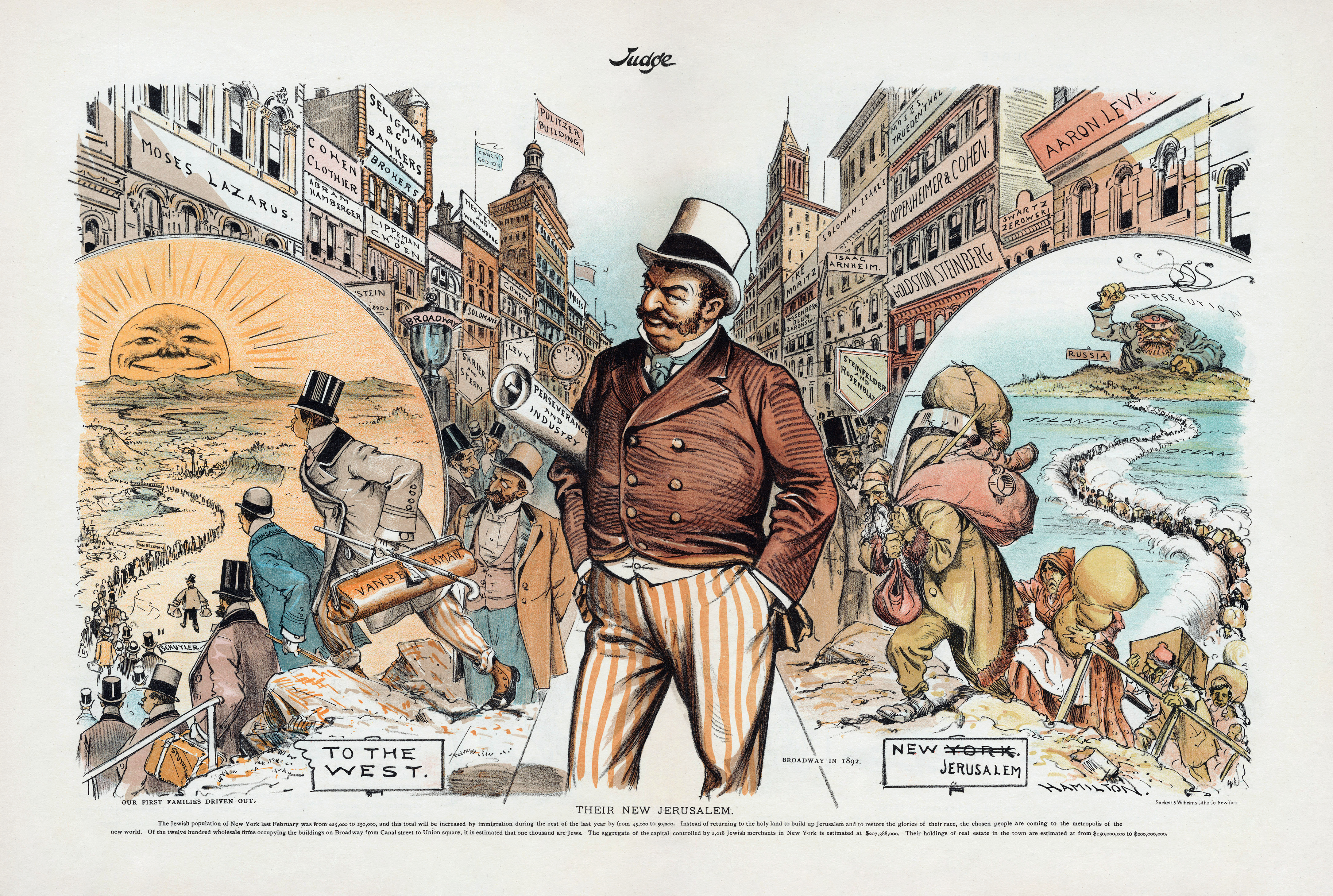
«Их Новый Иерусалим». Антисемитская карикатура 1892 года из журнала Judge, изображающая «засилье» евреев в Нью-Йорке. Евреи, изгнанные из России в результате преследований приезжают в Нью-Йорк, где становятся процветающими, тогда как потомки «первых семей» города вынуждены уходить на американский Запад

Экономический антисемитизм — стереотипы и ложные обвинения, основанные на экономическом положении, роде занятий или экономическом поведении евреев. 
Экономический антисемитизм также включает в себя экономическое поведение и законы, основанные на государственной политике, управляющие экономическим статусом, занятостью или поведением евреев. В некоторых случаях стереотипы и слухи мотивировали экономическое поведение и правительственные действия в отношении евреев. В других случаях экономическое поведение, законы и/или государственная политика способствовали распространению этих стереотипов и обвинениям.

## Связь с религиозным антисемитизмом
Леон Поляков пишет, что экономический антисемитизм — это не отдельная форма антисемитизма, а лишь проявление теологического антисемитизма (без духовной причины экономического антисемитизма не было бы никакого экономического антисемитизма). С другой стороны, Дерек Пенслар утверждает, что в современную эпоху экономический антисемитизм «чёток и почти постоянен», в то время как теологический антисемитизм «часто зависим».

## Стереотипы и слухи
Дерек Пенслар описывает современный экономический антисемитизм как «двойную спираль пересекающихся парадигм, первая ассоциирует евреев с нищими и дикарями, а вторая воспринимает евреев как заговорщиков, лидеров финансовой зависимости, стремящихся к глобальному доминированию».
На протяжении всей истории стереотипы о евреях были основаны на алчности, займах денег и ростовщичествe. Это разжигало антиеврейские настроения и в значительной степени повлияло на восприятие евреев сегодня. Реувени и Вобик-Сегев предполагают, что мы до сих пор порабощены образом «могучего, алчного еврея».
Утверждения об отношениях евреев с деньгами охарактеризовали собой подкрепление для наиболее разрушительных и устоявшихся антисемитских ложных обвинений.
Антисемиты часто принимали мифы, связанные с деньгами. Например, слух о том, что евреи контролируют мировые финансы, впервые упомянут в «Протоколах сионских мудрецов» и позднее повторен Генри Фордом и его «Дирборн Индепендент». Многие из таких мифов по-прежнему распространены в исламском мире, в таких книгах как «Тайные взаимоотношения между чёрными и евреями», опубликованных «Нацией ислама», а также в Интернете.
Авраам Фоксман приводит примеры экономического антисемитизма во всем мире, в частности в Соединенном Королевстве, Германии, Аргентине и Испании. Он также цитирует многие современные найденные в Интернете примеры антисемитизма, связанные с деньгами.
Джеральд Крефец перечисляет мифы, в которых евреи «контролируют банки, денежную массу, экономику, и бизнес-общества, страны, мира». Он дает в качестве наглядного примера много высказываний и пословиц на разных языках, предполагая, что евреи алчные, жадные, скупые или агрессивные торговцы. Крефец говорит о том, что в течение XIX века, большинство мифов сосредоточены на том, что евреи «грубые, глупые и скупые», но после Еврейской эмансипации и подъёму евреев к среднему и высшему классам общества Европы мифы эволюционировали и стали утверждать, что евреи «умные, хитрые и манипулятивные финансисты, контролирующие» мировые финансы.
Фоксман описывает шесть аспектов стереотипов, используемых сторонниками экономического антисемитизма:
1. Все евреи богаты[9].
2. Евреи скупы и алчны[10].
3. Владеющие властью евреи контролируют бизнес-мир[11].
4. Иудаизм подчеркивает прибыль и материализм[12].
5. Евреи могут обманывать неевреев[13].
6. Евреи используют свою власть, чтобы приносить выгоду «себе подобным»[14].

### Статистика
Антидиффамационная лига провела опрос в Европе в 2007 году, в котором респондентов спрашивали, согласны ли они с утверждением, что «евреи имеют слишком много власти на международных финансовых рынках». Данные опроса показали, что респонденты согласились с этим утверждением следующим образом: 61 % в Венгрии, 43 % в Австрии, 40 % в Швейцарии, 40 % в Бельгии, 21 % в Великобритании и 13 % в Нидерландах.
Другой опрос, проведенный АДЛ в 2009 году, выявил, что 31 % опрошенных европейцев винят евреев в мировом финансовом кризисе, начавшемся в 2008 году.

## Мотивы

### Утверждения о неэтичной деловой практике
Уильям И. Брустейн описывает популярный экономический антисемитизм в Европе до XIX века, основанный на обвинениях евреев в использовании неэтичной деловой практики в торговле подержанными вещами, мелкой торговлей и денежным кредитованием.
В XVII и XVIII веках анекдотические замечания христианских дельцов и торговцев демонстрируют, что были проявления негативных чувств к еврейским деловым людям, которые иногда считались лжецами или обманщиками. Вернер Зомбарт пришел к выводу, что восприятие обмана или нечестности было просто проявлением христианских разочарований в инновационных коммерческих практиках евреев, которые противоречили обычаям и традициям христианских торговцев, но, напротив, были этическими.

### Ограничения по занятости и профессиям
Одной из форм экономического антисемитизма в средние века - была масса правовых ограничений, налагаемых на занятость и профессии евреев. Местные правители и церковные иерархи не допускали евреев к множеству профессий, тем самым подталкивая их к занятиям, которые раньше считались недостойными для христиан (к примеру: ростовщичество, сбор налогов и ренты), однако приемлемыми, как «необходимое зло».
Католическая доктрина на тот момент считала предоставление денег под процент грехом, и запрещала его христианам. Не подверженные этому ограничению, евреи доминировали в тогдашней сфере кредитования. Тора и более поздние разделы Танаха критикуют ростовщичество, но существуют разные толкования библейского запрета. Поскольку для евреев было открыто мало других профессий, они были мотивированы заниматься кредитованием. Таким образом, евреи становились ростовщиками, что затем привело к многочисленным негативным стереотипам и пропаганде. Добавилась к социальным, политическим, религиозным и экономическим противоречиям естественная напряженность между кредиторами - как правило евреями, и должниками - обычно христианами.
Крестьяне, которые были вынуждены платить налоги евреям, могли воспринимать последних как людей, которые забирают их деньги, но при этом сохранять верность своим лордам, от имени которых евреи и собирали налоги.
Также в средние века было распространено убеждение монархов в том, что «евреи принадлежат им особенным способом, отличным от всех прочих подданных». На это ясно указывают примеры из английского кодекса Законы Эдуарда Исповедника, определяющие короля как «защитника» и «учителя» евреев, а последних как его собственность, «…поскольку евреи и все их имущество принадлежат королю… как если бы они были его личной собственностью». Аналогичные описания содержались и в трудах ученых и юристов, служащих королю Арагона Альфонсо II.

### Профессиональные предпочтения
На протяжении всей истории экономический статус и профессия евреев были предметом антисемитских стереотипов и слухов. Некоторые стереотипы и слухи основаны на экономических и социальных ограничениях, установленных для евреев.
Писавший приблизительно в 130 г. н. э. римский сатирик Ювенал насмешливо изобразил евреев как гротескно бедных.
Ещё одним аспектом экономического антисемитизма является утверждение о том, что евреи не производят ничего ценного, а вместо этого склонны служить посредниками, выступая в роли «паразитов в производственной цепочке» неевреев, которые выполняют настоящую работу. Крефец перечисляет профессии посредников, подпадающие под этот стереотип в качестве дистрибьюторов, покупателей, оптовых торговцев, брокеров, финансистов и розничных торговцев, и пишет, что это «все особенно еврейские профессии».
Со времен Средневековья евреи диаспоры характеризовались реальной или придуманной «перевернутой профессиональной пирамидой»: они воспринимались как более распространенные в третичном секторе, чем во вторичном и в первичном секторах, работая в таких сферах услуг, как бухгалтерский учёт, финансы, медицина, юриспруденция или торговля. Ощущение того, что евреи преобладают в определённых видах занятости или в определённых профессиях (медицине или праве), стало мишенью антисемитских настроений в разные периоды истории.
Евреи стали мишенью антисемитской критики за свои профессиональные предпочтения. Например, Роберт фон Моль охарактеризовал европейских евреев XIX века как сосредоточенных в торговле и финансах, отчасти также представленных в художественной и интеллектуальной областях. Ощущение чрезмерного представительства евреев в некоторых профессиях привело к антисемитским настроениям и в Советском Союзе.
Для объяснения «перевернутой профессиональной пирамиды» существует ряд теорий. Джеральд Крефец пишет, что на жизнь евреев, особенно на их предпринимательскую деятельность, влияют религиозные, культурные, социальные и исторические факторы. Крефец утверждает, что эти факторы привели к предрасположенности к профессиям, отмеченным независимостью, профессионализмом и ученостью. Евреи, как правило, демонстрируют «предпринимательский дух» и «способность к риску», которые приводят их к инновациям в финансовых концепциях, таких как оборотные инструменты кредитования, международные синдикаты, универмаги, холдинговые компании и инвестиционные банки. Крефец предполагает, что евреи часто выбирали «мобильные» профессии или связанные с обязанностями посредника из-за их длительного исторического фона, основанного на торговле и «повышенной осведомленности о постоянном преследовании». В том же ключе Фоксман утверждает, что торговля по историческим причинам особенно хорошо подходила для средневековых евреев, поскольку у многих из них друзья и родственники жили в разных частях известного мира, что и составляло основу для торговой сети.
По словам Вернера Зомбарта, одна из жалоб со стороны предпринимателей-христиан заключалась в том, что евреи не ограничивались одним конкретным видом торговли или рынком, но часто были «мастерами на все руки» или «вездесущими» и «не обращали внимания на (цеховую) демаркацию всех видов экономической деятельности на отдельные категории». Когда евреи вступали в торговлю или деловые районы в Европе, это часто приводило к жалобам христианских конкурентов, что евреи лишали их клиентов и прибыли.
Зомбарт, анализируя христианские взгляды XVII и XVIII веков на евреев-торговцев, пришел к выводу, что еврейские купцы, как считалось, добиваются прибыли откровенно, прямо и агрессивно. Христианский же подход к торговле, в противоположность еврейскому, рассматривал агрессивное стремление к прибыли как непристойное, нецивилизованное и грубое, хотя и не отказывался от ее получения.
Зомбарт также утверждает, что ещё одна причина христианского недовольства еврейскими предприятиями — импорт сырья, что считалось христианскими купцами неподобающим.